# Camponotus avius
Camponotus avius är en myrart som beskrevs av Santschi 1926. Camponotus avius ingår i släktet hästmyror, och familjen myror.

## Underarter
Arten delas in i följande underarter:
- C. a. avius
- C. a. hertigi